# Mario Lanza
Mario Lanza, pseudonimo di Alfred Arnold Cocozza (Filadelfia, 31 gennaio 1921 – Roma, 7 ottobre 1959), è stato un tenore, attore e showman statunitense di origine italiana, dotato di un bell'aspetto e di una grande voce, in grado di interpretare svariati generi musicali.
Con le sue interpretazioni, in particolare nel film Il grande Caruso (1951), ebbe il merito di far conoscere e amare ai giovani la musica lirica; infatti, molti furono coloro che intrapresero lo studio del canto lirico dopo aver ascoltato le sue interpretazioni. I suoi dischi sono ancor oggi oggetto di collezione da parte di molti intenditori.

## Biografia
Lanza - chiamato familiarmente Freddy - nacque da una famiglia di emigranti italiani: il padre Antonio Cocozza, emigrato negli Stati Uniti in giovane età, era originario di Filignano, in provincia di Isernia (Molise), mentre la madre Maria Lanza era originaria di Tocco da Casauria, in provincia di Pescara (Abruzzo).
Freddy crebbe nella casa del nonno materno, proprietario di una drogheria, il quale coltivava la passione per la pittura e possedeva una ricca raccolta di dischi di Enrico Caruso; Freddy diventò presto un grande ammiratore del cantante e ascoltava spesso tutti i dischi del nonno, divertendosi a cantare le romanze con la sua naturale voce tenorile.
La madre, che possedeva una bella voce da soprano, non intraprese l'attività di cantante perché il padre non glielo permise, ma - visto il naturale talento del figlio - pur di riuscire a fargli studiare canto, non si risparmiò di lavorare per diverse ore al giorno. Freddy poté così studiare con l'ex cantante lirica Irene Williams, che nel 1940 gli procurò un'audizione all'Academy of Music di Filadelfia e fece in modo che il maestro Serge Koussevitzky, giunto in quella città per dirigere un concerto, ascoltasse la voce del ragazzo. Per l'occasione, Freddy cantò l'aria «Vesti la giubba», da Pagliacci e Koussevitzky, rimasto profondamente impressionato, pare avesse esclamato: «Questa è davvero una voce eccezionale: devi venire con me nel Berkshire». Con l'espressione "nel Berkshire" egli intendeva alludere ai corsi di perfezionamento annualmente tenuti al Festival di Tanglewood (Massachusetts) presso il Berkshire Music Center, ove si ritrovano musicisti e cantanti semiprofessionisti per studiare, perfezionarsi e riposarsi insieme.
Freddy si impegnò con serietà per migliorare e affinare le sue doti naturali, distinguendosi come miglior allievo e riuscendo così a esordire il 7 agosto 1942 ne Le allegre comari di Windsor di Nicolai, con il ruolo di Fenton, riscuotendo unanimi consensi. Fra gli altri, il critico del New York Times lodò in particolar modo «la superba potenza della sua voce».

### Come Caruso
In questo periodo assunse il nome d'arte di Mario Lanza, in onore della madre, e poco tempo dopo partì per il servizio militare presso la base aerea di Marfa (Texas). Qui intrattenne le truppe con alcuni spettacoli e venne soprannominato dai suoi commilitoni Il Caruso dell'Air Force. Ingaggiato per un musical al Winged Victory a Hollywood, firmò un contratto di cinque anni con la casa discografica RCA Victor. Inoltre, nello stesso periodo, partecipò anche al musical On the Beam. Terminato il servizio militare nel 1945, poco tempo dopo si sposò a Beverly Hills con Elizabeth "Betty" Hicks.
Lanza si trasferì a New York e continuò a perfezionarsi nel canto grazie al sostegno economico del suo agente Sam Weiler, che gli fece studiare pianoforte e canto con Enrico Rosati, già maestro di Beniamino Gigli; nel 1942, grazie alle sue doti canore, vinse una borsa di studio. Firmò un contratto con la "Columbia Concert" e partecipò a una tournée che lo portò negli Usa, in Messico e in Canada, insieme al soprano Frances Yeend e al baritono George London.

### Contratto con la MGM
Nel 1947 venne chiamato dalla Metro-Goldwyn-Mayer per interpretare una serie di sette film musicali (il cui responsabile del doppiaggio fu Ercole Pace) che lo impegnarono per altrettanti anni; nel frattempo continuò a tenere concerti, a incidere dischi e a partecipare a programmi televisivi. Iniziò anche una serie di tour di concerti programmati dalla MGM, che culminarono con una grande performance il 24 luglio 1948, accanto al soprano Kathryn Grayson.
Nel 1949 interpretò il suo primo film musicale, Il bacio di mezzanotte, dove recitò nel ruolo di un autotrasportatore di pianoforti. Al termine delle riprese, Lanza riuscì a coronare quello che era sempre stato il suo sogno: interpretare un'opera lirica. Fu interprete di Pinkerton nella Madama Butterfly di Puccini, cantando insieme al soprano Tomiko Kanazawa: nelle uniche due rappresentazioni, ottenne i favori della critica.

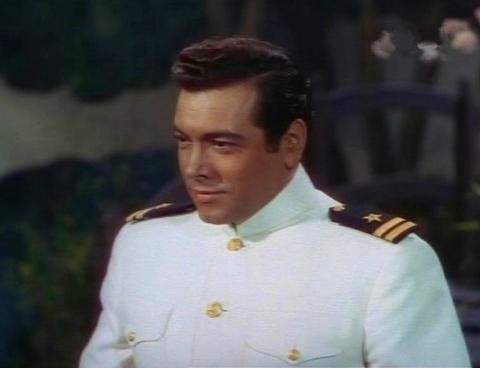
Mario Lanza nel film Il pescatore della Louisiana (1950)

### Romanze da sogno
La sua popolarità e gli impegni sempre più pressanti non gli permisero di interpretare altre opere liriche e i critici riterranno che questa sarà una vera perdita per il mondo del belcanto.
Il 5 maggio 1949 incise un disco di romanze che sarà considerato dalla National Records Critics Association come migliore registrazione dell'anno. Nel 1950 girò il film Il pescatore della Louisiana, interpretando la sua più famosa canzone, Be My Love, e duettando con Kathryn Grayson in alcune romanze di celebri opere, tra cui Madama Butterfly, in cui il cantante riprese il ruolo di Pinkerton.
Subito dopo si produsse in quella che è considerata la sua migliore interpretazione cinematografica, nel film Il grande Caruso (1951): la raccolta con i brani del film, comprendente circa quindici pezzi del repertorio di Caruso, venderà in tutto il mondo più di un milione di copie e gli varrà il disco d'oro.

### Mario Lanza Show
Il 26 giugno 1951 firmò un contratto con la Coca-Cola per interpretare uno spettacolo televisivo con cadenza settimanale, The Mario Lanza Show, di cui vennero realizzate 59 puntate, trasmesse dalle reti CBC ed NBC.
In questo show, oltre ad ospitare personaggi famosi, Lanza mostrò al suo pubblico - talmente entusiasta da non permettere l'effettuazione di riprese in diretta e da costringere la produzione a mandare in onda le puntate in differita – di essere in grado di interpretare canzoni di tutti i generi, da brani di Verdi alle canzoni popolari, da Cole Porter ai canti religiosi.
Nel 1954 ruppe con la MGM, che gli proibirà di girare film con qualsiasi altra casa cinematografica, vietandogli inoltre di incidere dischi e partecipare a concerti. Solo due anni dopo Lanza riuscì a liberarsi dalle costrizioni della MGM e a firmare un contratto con la Warner Bros., per la quale interpretò il film Serenata, accanto a Joan Fontaine e Vincent Price.

### Ultimi anni e morte
Ma il suo amore restò sempre l'opera e, nel 1957, partì con la famiglia per l'Italia, dove nel 1958 girò Arrivederci Roma, un film con Renato Rascel e Marisa Allasio; nell'occasione, incise anche la celeberrima canzone che dà il titolo al film. Nel 1959 interpretò il suo ultimo ruolo cinematografico nella pellicola Come prima, a fianco di Zsa Zsa Gábor.
Il mondo della lirica sembrava non voler rinunciare al talento di Lanza e gli propose alcune esibizioni: la Scala di Milano lo volle per il Rigoletto, mentre il Teatro di San Carlo di Napoli gli diede l'opportunità di interpretare un'opera a sua scelta. Lanza scelse Pagliacci, ma il destino non gli concesse di coronare il suo sogno: già reduce da un attacco cardiaco alcuni mesi prima, il cantante venne ricoverato d'urgenza per un malore presso la clinica romana Valle Giulia, dove morì a soli 38 anni, il 7 ottobre 1959; il decesso fu attribuito a embolia polmonare, in quanto il cantante era affetto da una flebite agli arti inferiori (condizione predisponente), ma non fu eseguita un'autopsia e la morte, secondo alcuni, potrebbe essere ascrivibile alla tachiaritmia da tireotossicosi provocata dalle massicce dosi di gonadotropina corionica assunte dal cantante allo scopo di perdere peso.

## Filmografia
- Il bacio di mezzanotte (That Midnight Kiss), regia di Norman Taurog (1949)
- Il pescatore della Louisiana (The Toast of New Orleans), regia di Norman Taurog (1950)
- Il grande Caruso (The Great Caruso), regia di Richard Thorpe (1951)
- Da quando sei mia (Because You're Mine), regia di Alexander Hall (1952)
- Il principe studente (The Student Prince), regia di Richard Thorpe e Curtis Bernhardt (1954) - (solo Voce)
- Serenata (Serenade), regia di Anthony Mann (1956)
- Arrivederci Roma, regia di Roy Rowland (1958)
- Come prima (For the First Time), regia di Rudolph Maté (1959)

## Doppiatori italiani
- Giuseppe Rinaldi in Il bacio di mezzanotte, Il grande Caruso, Da quando sei mia, Serenata
- Giulio Panicali